# Tagalog
Tagalog či tagalština (výslovnost [tɐˈgaːlog]) je jedním z nejrozšířenějších jazyků Filipínské republiky. Jako svůj první jazyk jej používá přibližně 29 miliónů lidí, dalších přibližně 54 milionů lidí ho používá jako druhý jazyk. S celkovým počtem okolo 83 milionů mluvčích je nejpoužívanějším jazykem na Filipínách.  
Tagalog je stejně jako jeho standardizovaný protipól (zvaný filipínština) [zdroj⁠?!] základním jazykem filipínských národních médií. Je též primárním jazykem v sektoru veřejného vzdělávání. Spolu s angličtinou je užíván jako oficiální jazyk.

## Historie
Slovo tagalog je odvozeno z tagá-ílog, kde tagá- znamená „pocházející“ a ílog znamená "řeka". Volně přeloženo to tedy znamená "obyvatel od řeky". O historii jazyka toho není moc známo, protože do příchodu Španělů (16. stol.), kteří jsou kolonizátory Filipín, nebyly dochovány téměř žádné texty v tomto jazyce.
První kniha, která byla napsána v tagalogu, je Doctrina Cristiana (Křesťanská doktrína) z roku 1593. Byla napsána ve španělštině a dvou verzích jazyka tagalog, jedna v abecedě Baybayin a druhá v latince.
V průběhu 333 let španělského držení Filipín (1565-1898) byly španělskými duchovními sepsány učebnice gramatiky a slovníky. Příkladem budiž Vocabulario de la Lengua Tagala, autor Pedro de San Buenaventura v roce 1613 nebo Arte de la lengua tagala y manual tagalog para la adminstración de los Santos Sacramentos (1850).
Mimo Filipíny je užívání jazyka Tagalog omezeno pouze na komunikaci uvnitř komunit filipínského etnika. Ke hrubému seznámení se s jazykem lze použít bezplatnou Učebnici české frazeologie
a reálií pro Filipínce, kterou vydalo velvyslanectví České republiky v Manile.

## Klasifikace
Tagalog je součástí jazykové skupiny centrálních Filipín (okolí Manily a centrální část ostrova Luzon) a patří do rodiny austronéských jazyků. Jakožto malajsko-polynéský jazyk, Tagalog úzce souvisí s jinými austronéskými jazyky jako např. indonéštinou, malajštinou, fidžijštinou, maorštinou (užívána na Novém Zélandu), havajštinou, malgaštinou (užívána na Madagaskaru), tahitštinou, chamorro (užíván na ostrově Guam a souostroví Severní Mariany), tetunštinou (užívána na Východním Timoru) a paiwanštinou (užívána na Tchaj-wanu).
Tagalog obsahuje významné součásti španělštiny, Min Nan, angličtiny, malajštiny, sanskrtu, arabštiny a některých jazyků severofilipínské jazykové skupiny jako např. Kampangan (užíván na filipínském ostrově Luzon v provincii Pampanga).

## Příklady

### Číslovky
| Tagalog | Česky |
| isa     | jeden |
| dalawa  | dva   |
| tatio   | tři   |
| apat    | čtyři |
| lima    | pět   |
| anim    | šest  |
| pito    | sedm  |
| walo    | osm   |
| siyam   | devět |
| sampu   | deset |

## Vzorový text
Otče náš (modlitba Páně):
Ama Naming nasa langit, sambahin nawa ang iyong pangalan.
Dumating nawa ang iyong kaharian, masunod nawa ang iyong kalooban
dito sa lupa tulad ng sa langit.
Bigyan mo kami ng aming pagkain sa araw-araw.
At patawarin mo kami sa aming mga kasalanan,
tulad ng pagpapatawad namin sa mga nagkakasala sa amin.
At huwag mo kaming hayaang matukso,
kundi iligtas mo kami sa masama. Amen.

### Všeobecná deklarace lidských práv
| tagalog (baybayin) | ᜀᜅ᜔ ᜎᜑᜆ᜔ ᜅ᜔ ᜆᜂᜌ᜔ ᜁᜐᜒᜈᜒᜎᜅ᜔ ᜈ ᜋᜎᜌ ᜀᜆ᜔ ᜉᜈ᜔ᜆᜌ᜔ᜉᜈ᜔ᜆᜌ᜔ ᜐ ᜃᜇᜅᜎᜈ᜔ ᜀᜆ᜔ ᜋ᜔ᜄ ᜃᜇᜉᜆᜈ᜔ ᜐᜒᜎᜌ᜔ ᜉᜒᜈᜄ᜔ᜃᜎᜓᜊᜈ᜔ ᜅ᜔ ᜃᜆ᜔ᜏᜒᜇᜈ᜔ ᜀᜆ᜔ ᜊᜓᜇ᜔ᜑᜒ ᜀᜆ᜔ ᜇᜉᜆ᜔ ᜋᜄ᜔ᜉᜎᜄᜌᜈ᜔ ᜀᜅ᜔ ᜁᜐᜆ᜔ ᜁᜐ ᜐ ᜇᜒᜏ ᜅ᜔ ᜉᜄ᜔ᜃᜃᜉᜆᜒᜇᜈ᜔                                                                     |
| tagalog (latinka)  | Ang lahat ng tao'y isinilang na malaya at pantay-pantay sa karangalan at mga karapatan. Sila'y pinagkalooban ng katwiran at budhi at dapat magpalagayan ang isa't isa sa diwa ng pagkakapatiran. |
| česky              | Všichni lidé se rodí svobodní a sobě rovní co do důstojnosti a práv. Jsou nadáni rozumem a svědomím a mají spolu jednat v duchu bratrství.                                                       |